# Aron Rodrigo
Aron Rodrigo (Lérida, 7 de octubre de 2004) es un futbolista español, nacionalizado andorrano, que juega en la demarcación de delantero para la S. D. Huesca "B" de la Tercera Federación.

## Selección nacional
Tras jugar en las categorías inferiores de la selección, finalmente hizo su debut con la selección de Andorra el 21 de marzo de 2025 en un encuentro de clasificación para la Copa Mundial de Fútbol de 2026 contra Letonia que finalizó con un resultado de 0-1 a favor del combinado letón tras el gol de Dario Šits.

## Clubes
| Club             | País   | Año       | Partidos | Goles |
| ---------------- | ------ | --------- | -------- | ----- |
| C. D. Binéfar    | España | 2023-2024 | 31       | 4     |
| S. D. Huesca "B" | España | 2024-     | 29       | 3     |